# Wimbledon (filme)
Wimbledon (Brasil: Wimbledon - O jogo do amor / Portugal: Wimbledon  - Encontro Perfeito) é um filme britânico e francês de 2004, do gênero comédia romântica, dirigido por Richard Loncraine.

## Sinopse
Peter Colt é um tenista inglês que após ter sido o 11° melhor do ranking, não tem mais classificação suficiente para participar do torneio de Wimbledon. Mas ele é convidado pelos organizadores para a disputa, que será seu último torneio profissional, antes de se aposentar.
Durante uma confusão com a distribuição de quartos, Peter por engano entra no quarto de Lizzie Bradbury, uma nova estrela do tênis feminino, e assim surge uma paixão que o ajudará ou o atrapalhará na disputa pelo título.

## Elenco
- Kirsten Dunst .... Lizzie Bradbury
- Paul Bettany .... Peter Colt
- Sam Neill .... Dennis Bradbury (pai de Lizzie)
- Nikolaj Coster-Waldau .... Dieter Proll
- Jon Favreau .... Ron Roth
- Austin Nichols .... Jake Hammond
- Eleanor Bron .... Augusta Colt
- Bernard Hill .... Edward Colt
- James McAvoy .... Carl Colt
- John McEnroe .... ele mesmo